# 토고생쥐
토고생쥐(Leimacomys buettneri)는 쥐과에 속하는 설치류의 일종이다. 토고생쥐속(Leimacomys)의 유일종이다. 1890년 토고 예제 근처, 비스마르크버그 근처에서 수집된 2점의 표본만이 알려져 있다.

## 특징 및 자연사
토고생쥐로 알려진 물질 전체는 단 하나의 빈약한 양의 건조한 피부와 액체 상태가 유지되어 있는 한 부분 그리고 두개골과 윗턱이다. 두개골과 윗턱은 서로 다른 개체의 것이다. 이 물질은 독일 베를린의 훔볼트 대학교에 소장되어 있다. 머리부터 몸까지 몸길이는 118mm이고, 꼬리는 37mm이다. 꼬리는 몸길이에 비해 비정상적으로 짧고(몸길이의 37%), 중요한 진단상의 특징으로 간주된다. 상체는 진한 회색빛 갈색이고, 하체는 연한 회색빛 갈색이다. 귀는 작고 털이 나 있다. 발 또한 약간의 털이 있다. 꼬리는 털이 없거나 거의 없다.
앞니는 얕은 홈이 있다. 주둥이는 길고 넓으며, 넓적다리 넓이는 넓고 광대뼈는 크다.
두개골 형태학적 분석에 의하면, 토고생쥐는 식충성 동물로 추정된다. 이 특이한 생쥐의 서식지에 대해서 알려진 내용은 극히 없다.